# Ambrose Evans-Pritchard
Ambrose Evans-Pritchard (Oxford (Engeland)), 7 december 1957) is de International Business Editor van de Daily Telegraph. 

## Leven
Ambrose Evans-Pritchard is de jongste zoon van Edward Evan Evans-Pritchard, die van 1946 tot 1970 hoogleraar sociale antropologie was aan de Universiteit van Oxford 1946-1970.
Hij werd opgeleid aan Malvern College, Trinity College, de Universiteit van Cambridge en de Sorbonne. 

## Werk
Voordat hij in 1991 in dienst trad van de Daily Telegraph schreef hij in de The Economist over Midden-Amerika. In het midden van de jaren 1980 was hij de Washington-correspondent voor het Londense blad The Spectator. 
Tijdens zijn tijd als bureauchef van de Sunday Telegraph's in Washington in de vroege jaren 1990 werd Evans-Pritchard bekend om zijn controversiële verhalen over Bill Clinton, de dood in 1993 van Vince Foster en de bomaanslag in Oklahoma City in 1995. 
Van 1999 tot 2004 was hij de Europa-correspondent van zijn krant in Brussel. 
Hij is nu de International Business Editor van de Sunday Telegraph's met als standplaats Londen.
Hij is uitgesproken tegenstander van de Europese grondwet en de Economische en Monetaire Unie.